# Мактир, Джанет
Джанет Ма́ктир (англ. Janet McTeer, род. 5 августа 1961, Ньюкасл-апон-Тайн) — британская актриса, лауреат премий «Тони» и «Золотой глобус», двукратная номинантка на премию «Оскар».

## Биография
Обучалась в Королевской академии драматического искусства, после окончания которой начала успешную театральную карьеру. В 1985 году Мактир дебютировала на британском телевидении, после чего стала регулярно появляться в различных сериалах и кинокартинах.
В 1996 году актриса появилась в пьесе «Кукольный дом», которая год спустя была поставлена на Бродвее и принесла Мактир премию «Тони». В 1999 году роль актрисы в фильме «Перекати-поле» была отмечена премией «Золотой глобус» и номинацией на «Оскар». В следующем году на фестивале «Санденс» Мактир удостоилась Специального приза жюри в категории «Драматический фильм» за кинокартину «Ловец песен». В 2008 году актрисе была произведена в офицеры ордена Британской империи за её достижения на актёрском поприще.
Вторых номинаций на «Оскар» и «Золотой глобус» удостоилась в 2012 году, за роль женщины, притворяющейся мужчиной, в драме «Таинственный Альберт Ноббс».

## Фильмография
| Год  |     | Русское название                       | Оригинальное название                     | Роль                        |
| ---- | --- | -------------------------------------- | ----------------------------------------- | --------------------------- |
| 1986 | ф   | Улица полумесяца                       | Half Moon Street                          | секретарша                  |
| 1988 | ф   | Ястребы                                | Hawks                                     | Хэйзел                      |
| 1990 | мтф | Семейный портрет                       | Portrait of a Marriage                    | Вита Сэквилл-Уэст           |
| 1992 | ф   | Грозовой перевал                       | Emily Brontë's Wuthering Heights          | Нелли Дин                   |
| 1995 | ф   | Каррингтон                             | Carrington                                | Ванесса Белл                |
| 1998 | ф   | Бархатная золотая жила                 | Velvet Goldmine                           | рассказчица                 |
| 2005 | ф   | Страна приливов                        | Tideland                                  | Делл                        |
| 2007 | тф  | Дафна                                  | Daphne                                    | Гертруда Лоуренс            |
| 2008 | ф   | Разум и чувства                        | Sense and Sensibility                     | миссис Дэшвуд               |
| 2011 | ф   | Таинственный Альберт Ноббс             | Albert Nobbs                              | Хьюберт Пейдж               |
| 2011 | ф   | Всем нужна Кэт                         | Cat Run                                   | Хелен Бингхэм               |
| 2012 | ф   | Женщина в чёрном                       | The Woman in Black                        | миссис Дэйли                |
| 2012 | ф   | Ханна Арендт                           | Hannah Arendt                             | Мэри Маккарти               |
| 2012 | с   | Схватка                                | Damages                                   | Кейт Франклин               |
| 2012 | мтф | Конец парада                           | Parade's End                              | миссис Саттеруэйт           |
| 2013 | с   | Белая королева                         | The White Queen                           | Жакетта Люксембургская      |
| 2014 | ф   | Малефисента                            | Maleficent                                | рассказчица                 |
| 2014 | с   | Благородная женщина                    | The Honourable Woman                      | дама Джулия Уолш            |
| 2015 | с   | Батл Крик                              | Battle Creek                              | коммандер Кимберли Гузиевич |
| 2015 | ф   | Дивергент, глава 2: Инсургент          | Insurgent                                 | Эдит Прайор                 |
| 2015 | ф   | Отцы и дочери                          | Fathers and Daughters                     | Кэролайн                    |
| 2015 | ф   | Анжелика                               | Angelica                                  | Энн Монтегю                 |
| 2016 | ф   | До встречи с тобой                     | Me Before You                             | Камилла Трейнор             |
| 2016 | ф   | Покрась это чёрным                     | Paint It Black                            | Мередит                     |
| 2016 | ф   | Дивергент, глава 3: За стеной          | Allegiant                                 | Эдит Прайор                 |
| 2016 | ф   | Исключение                             | The Exception                             | принцесса Гермина           |
| 2018 | с   | Озарк                                  | Ozark                                     | Хелен Пирс                  |
| 2018 | с   | Джессика Джонс                         | Jessica Jones                             | Алиса Джонс                 |
| 2022 | ф   | Меню                                   | The Menu                                  | Лилиан Блум                 |
| 2024 | с   | Каос                                   | Kaos                                      | Гера                        |
| 2025 | ф   | Миссия невыполнима: Финальная расплата | Mission: Impossible – The Final Reckoning | Государственный секретарь   |
| 2026 | с   | Гарри Поттер                           | Harry Potter                              | Минерва МакГонагалл         |

## Награды и номинации

### Награды
- 1997 — Премия «Тони» — лучшая женская роль в пьесе, за пьесу «Кукольный дом»
- 2000 — Премия «Золотой глобус» — лучшая женская роль в комедии или мюзикле, за фильм «Перекати-поле»

### Номинации
- 2000 — Премия «Оскар» — лучшая женская роль, за фильм «Перекати-поле»
- 2000 — Премия Гильдии киноактёров США — лучшая женская роль, за фильм «Перекати-поле»
- 2009 — Премия «Тони» — лучшая женская роль в пьесе, за пьесу «Мария Стюарт»
- 2009 — Премия «Эмми» — лучшая женская роль второго плана в мини-сериале или фильме, за телефильм «Навстречу шторму»
- 2010 — Премия «Золотой глобус» — лучшая женская роль второго плана в мини-сериале, телесериале или телефильме, за телефильм «Навстречу шторму»
- 2012 — Премия «Оскар» — лучшая женская роль второго плана, за фильм «Таинственный Альберт Ноббс»
- 2012 — Премия «Золотой глобус» — лучшая женская роль второго плана, за фильм «Таинственный Альберт Ноббс»
- 2012 — Премия Гильдии киноактёров США — лучшая женская роль второго плана, за фильм «Таинственный Альберт Ноббс»
- 2014 — Премия «Золотой глобус» — лучшая женская роль второго плана в мини-сериале, телесериале или телефильме, за телесериал «Белая королева»